# Tephritis goberti
Tephritis goberti är en tvåvingeart som beskrevs av Seguy 1932. Tephritis goberti ingår i släktet Tephritis och familjen borrflugor.
Artens utbredningsområde är Frankrike. Inga underarter finns listade i Catalogue of Life.